# Człowiek z Kennewick

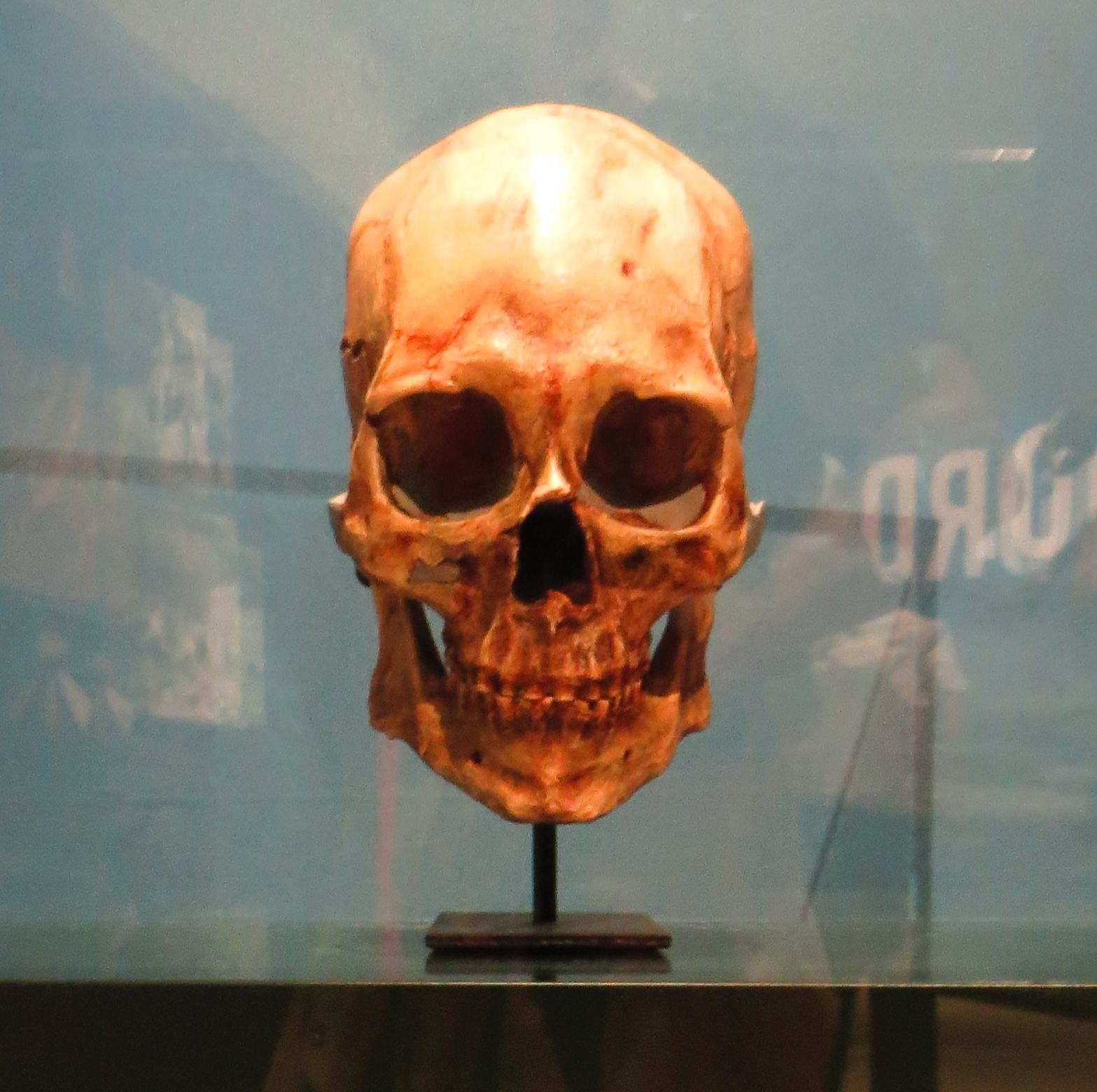
Czaszka Człowieka z Kennewick

Człowiek z Kennewick (ang. Kennewick Man) – nazwa paleoantropologicznego znaleziska szkieletu prahistorycznego człowieka. Przypadkowego odkrycia dokonano 28 lipca 1996 na brzegu rzeki Kolumbia, blisko miasta Kennewick w hrabstwie Benton na środkowym południu stanu Waszyngton w Stanach Zjednoczonych.

## Dane
Szkielet datowany jest na 7600-7300 lat p.n.e. Zachował się w niemal idealnym stanie, brakuje jedynie mostka oraz kilku kości kończyn. Należał do mężczyzny zmarłego w wieku ok. 45-50 lat, wzrostu około 170-175 cm, smukłej budowy. Szczęka posiada kompletne uzębienie. Ślady na kościach świadczą, iż w ciągu swojego życia człowiek z Kennewick doznał licznych złamań i urazów.

## Identyfikacja
Znalezisko szybko wzbudziło sensację, Człowiek z Kennewick nie przypomina bowiem współczesnych Indian. Początkowo na podstawie pobieżnej analizy anatomicznej dokonano kontrowersyjnego sklasyfikowania go jako człowieka należącego do rasy europeidalnej. Po dokładniejszych badaniach antropologicznych stwierdzono jednak, iż prezentuje raczej typ zbliżony do Ajnów lub Polinezyjczyków. Fakt ten ożywił dyskusję na temat pochodzenia ludności paleoindiańskiej i ewentualnego zasiedlenia kontynentu amerykańskiego w kilku falach migracyjnych.
Szkielet jest przedmiotem sporu pomiędzy archeologami a Indianami, którzy uważają, iż są to kości ich przodka, wobec czego powinny na podstawie federalnej Ustawy o ochronie i repatriacji grobów tubylczych Amerykanów (NAGPRA) zostać pochowane zgodnie z plemiennym obyczajem. Ponieważ został znaleziony na terenie należącym do wojska, stanowi formalnie własność Korpusu Inżynieryjnego Armii USA. W 2000 ówczesny sekretarz zasobów wewnętrznych Bruce Babbitt na skutek skarg polecił zwrócić szczątki Indianom. Dwa lata później sąd okręgowy uznał jednak roszczenia Indian za nieuzasadnione, powołując się na prawo do swobodnych badań naukowych. Przedstawiciele plemion Nez Percé, Wannapum, Colville i Umatilla złożyli odwołanie od tego wyroku do sądu apelacyjnego. W lutym 2004 apelacja została oddalona.
W 2015 zespół badawczy pod opieką Eske Willersleva przeprowadził badania DNA pochodzącego z kości szkieletu Człowieka z Kennewick. Udało się zaprzeczyć wcześniejszym wnioskom z analizy morfologicznej, gdzie naukowcy uznali roszczenia plemion indiańskich za bezzasadne, argumentując iż szkielet przypomina budową bardziej tę, jaką zauważyć można u mieszkańców wysp Pacyfiku. Zgodnie jednak z wynikami badań Willersleva kopalny DNA pozwala stwierdzić, że Człowiek z Kennewick wywodził się z ancestralnej populacji rdzennych Amerykanów. Zespół wskazał na duże jego pokrewieństwo z członkami plemienia Colville, jednak David Reich, w swej publikacji zauważa, że trudno wyciągać na tej podstawie dalekosiężne wnioski, ponieważ laboratoria nie dysponują wystarczającą liczbą próbek (o ile w ogóle jakiekolwiek posiadają) od przedstawicieli pozostałych amerykańskich plemion, aby istotnie wskazać jak wygląda genetyczne ich pokrewieństwo.
Ostatecznie w 2016 Kongres Stanów Zjednoczonych uchwalił ustawę, na mocy której szczątki Człowieka z Kennewick zostały zwrócone koalicji plemion ze Skonfederowanych Plemion Colville. 18 lutego 2017 zostały one pochowane w oficjalnie nieujawnionym miejscu w uroczystości, w której udział wzięło 200 członków pięciu plemion z dorzecza Kolumbii.